# 莱瑟诉加内特案
莱瑟诉加内特案（258 U.S. 130 (1922)）是美国最高法院审理的一个案件，在本案中，最高法院判决美国宪法第十九修正案合宪有效。 

## 背景
1920年8月26日，美国国务卿班布里奇·科尔比在宪法第十九修正案完成修宪程序后宣告该修正案生效。修正案内容包括：
1. 合众国或任何一州不得因性别而否认或剥夺合众国公民的选举权。
2. 国会有权以适当立法实施本条规定。

兩個月後的10月12日，馬裡蘭州公民的兩名女性申請並獲准登記為合格的巴爾的摩選民，奧斯卡·萊瑟和其他人為了將她們的名字從合格選民名單中刪除，以她們是女性為由對這兩名女性提起訴訟，宣稱她們沒有資格投票，因為馬裡蘭州憲法將選舉權限制在男性，而且馬裡蘭州議會拒絕投票批准第十九修正案。

## 案件
最高法院批准了調卷令，以決定「第十九修正案是否已成為聯邦憲法的一部分」。原告透過三項主張對修正案的合憲性提出質疑：
1. 虑及此修正案的性质，修宪权不涵盖此项权力，不能通过这样的修正案。
2. 批准修正案的数个州自身的州宪法禁止妇女投票，因此这些州的议会无权批准这样的修正案。
3. 田纳西州和西弗吉尼亚州的批准程序违反自身的议会议事规则，应当视为无效。

在路易斯·布蘭迪斯大法官撰寫的一致裁決中，最高法院依序處理了每一項質疑：
1. 法院宣布，由於第十五修正案已被接受為有效期超過五十年，並處理了類似的問題（在這種情況下，投票權不能因種族而被剝奪），因此不能認為新修正案因其主題而無效。
2. 法院裁定，當州議會批准該修正案時，他們正在以憲法規定的聯邦身份運作，這一角色“超越了州人民試圖施加的任何限制”。
3. 就田納西州和西維吉尼亞州的批准而言，法院表示在修正案宣布後康乃狄克州和佛蒙特州的額外批准使這一點變得毫無意義，但法院也處理了反對意見的實質內容；法院認定，由於州務卿已經接受了這兩個州立法機構的批准，因此該批准是有效的，使有效的裁定不可由法院審理。